# 手嶋多一
手嶋 多一（てしま たいち、1968年10月16日 - ）は、福岡県田川市出身のプロゴルファーである。日本ゴルフツアーで「8勝」を挙げているが、その中には2001年の日本オープン選手権、2014年の日本プロゴルフ選手権が含まれている。

## 来歴・人物
実家がゴルフ練習場という環境で育ち、7歳からゴルフを始める。中学生から高校生時代にかけて「九州ジュニアゴルフ選手権」で4度優勝。福岡県立田川高等学校卒業後アメリカに留学し、東テネシー州立大学を卒業する。1993年にプロゴルファーテスト合格。1999年の「ファンケル沖縄オープン」でツアー初優勝を果たす（当時はゴルフ日本シリーズの後、この大会が年間最終戦だった）。2001年に日本オープン選手権で優勝し、初の日本国内メジャータイトルを獲得。1ヶ月後の「ダンロップ・フェニックス選手権」で、最終日に世界ランキング3位のデビッド・デュバルを追い詰めたが、プレーオフでデュバルに敗れた。2003年の「アイフルカップ」でツアー3勝目を挙げる。2004年に日本ゴルフツアーの選手会長を務めた。
2005年の「カシオワールドオープンゴルフトーナメント」で、選手会長の横田真一と副会長の手嶋が、女子選手として参戦したミシェル・ウィーと同じ組で回って話題を呼んだ。手嶋は“ウィーちゃん”との同組ラウンドにご機嫌だったという。
2006年、手嶋は地元福岡のアンダーアーマー「KBCオーガスタ」
で4勝目を挙げる。その後、「ブリヂストン・オープン」で2位と6打差の通算22アンダーの大会最多スコア記録を出し、日本ゴルフツアー5勝目を達成した。 
2006年11月16日、手嶋は2007年度の欧州ゴルフツアー出場権を獲得した。日本人のプロゴルファーがヨーロッパ・ゴルフツアーにフル参戦するのは、1997年から2000年までヨーロッパ・ツアーを回った友利勝良以来2人目となる。
2007年「カシオワールドオープンゴルフトーナメント」 で優勝し通算6勝目を達成した。
45歳で臨んだ2014年「第82回日本プロゴルフ選手権日清カップヌードル杯」（ゴールデンバレーゴルフ倶楽部、7233ヤード、パー72）最終日は2位に1打差の首位スタートして4バーディ、3ボギーの71で廻り、4日間通算9アンダー、2位に1打差で逃げ切って、7年ぶりのツアー7勝目を国内メジャー2勝目で飾り、賞金3000万円とシニア入りするまでの5年間のシード権を獲得。
2015年「ミズノオープン」 でツアー通算８勝目を達成した。ホストプロとして悲願の“恩返し優勝”を果たした。
練習時間の少ないプロとして有名であり、「ドライバーを含め飛距離は求めない。スチールシャフトのスプーンを使用しているのは世界で私だけかもしれないけれど、番手間のスイングのバランスやタイミングを考えた。3番ウッドと4番ウッドは縦の距離感を考えると現在使用している2本を超えるものはなく、クラブセッティングの軸。メーカーに在庫も型もないので、壊れるまで使い続けます」と語り、2016年6月現在でスプーンは使用歴14年、ロフト18度の4番ウッドに至っては使用歴19年である。2020年までこの3番ウッド（使用歴18年）、4番ウッド（使用歴23年）を使用した。2021年もスチールシャフトのフェアウェイウッド使用。
2021年日本シニアオープンで優勝。青木功・中嶋常幸・谷口徹に次ぐJGAオープン選手権二冠を達成。
人柄は気さくでプロアマのラウンドやチャリティーイベントなどにおいては一般の方からの人気が特に高い、気さくでおしゃべり上手、ロストボールも一緒に探し、求めればアドバイスも頂けるという気配り上手な性格である。

## 優勝歴

### 日本ツアー (8)
| 勝数         |
| メジャー (2) |
| ツアー (6)   |

| No. | 日時           | 大会                                     | 優勝スコア            | 打差       | 2位                |
| --- | -------------- | ---------------------------------------- | --------------------- | ---------- | ------------------ |
| 1   | 1999年12月12日 | ファンケル沖縄オープン                   | -13 (68-69-68-66=271) | プレーオフ | 奥田靖己           |
| 2   | 2001年10月14日 | 日本オープンゴルフ選手権競技             | -7 (68-72-67-70=277)  | 4打差      | 米山剛             |
| 3   | 2003年8月3日   | アイフルカップ                           | -19 (67-64-70-68=269) | プレーオフ | 宮本勝昌           |
| 4   | 2006年8月27日  | アンダーアーマーKBCオーガスタ            | -16 (71-66-65-66=268) | 1打差      | 平塚哲二           |
| 5   | 2006年10月22日 | ブリヂストンオープンゴルフトーナメント   | -22 (70-65-63-68=266) | 5打差      | 真板潔             |
| 6   | 2007年11月16日 | カシオワールドオープンゴルフトーナメント | -13 (69-68-73-65=275) | 1打差      | クリス・キャンベル |
| 7   | 2014年6月8日   | 日本プロゴルフ選手権                     | -9 (71-68-69-71=279)  | 1打差      | 小田孔明 李京勲    |
| 8   | 2015年5月31日  | ミズノオープン                           | -15 (69-69-66-69=273) | 2打差      | S・ストレンジ      |

日本シニアツアー(2)
2019年　金秀シニア　沖縄オープンゴルフトーナメント2019
2021年　第３１回日本シニアオープンゴルフ選手権競技

プレーオフ記録 (2-4)
※太字はメジャー大会
| No. | 年     | 大会                                    | 対戦相手                          | 内容                                                                                        |
| --- | ------ | --------------------------------------- | --------------------------------- | ------------------------------------------------------------------------------------------- |
| 1   | 1996年 | 久光製薬KBCオーガスタゴルフトーナメント | 尾崎将司                          | プレーオフ2ホール目で、手嶋が3オン2パットのパー。尾崎がバーディーパットを決め、尾崎の優勝。 |
| 2   | 1999年 | ファンケル沖縄オープン                  | 奥田靖己                          | プレーオフ1ホール目に手嶋がバーディー、奥田バーディーパットを外す。手嶋の優勝。             |
| 3   | 2001年 | ダンロップフェニックストーナメント      | デビッド・デュバル                | 手嶋がパー以上が確定。デュバルがパーディーパットを決め、デュバルの優勝。                    |
| 4   | 2003年 | アイフルカップ                          | 宮本勝昌                          | 宮本がパー。手嶋がパーディーパットを決め、手嶋の優勝。                                      |
| 5   | 2003年 | サン・クロレラクラシック                | 丸山大輔／ ブレンダン・ジョーンズ | 1ホール目・手嶋、丸山、両者ともバーディパット外す。バーディパットを決めたジョーンズの優勝。 |
| 6   | 2006年 | アコムインターナショナル                | 小山内護                          | プレーオフ1ホール目、手嶋はパーパットを外す。パーパットを沈めた小山内の優勝。               |